# باربارا کورکران
باربارا کورکران (به انگلیسی: Barbara Ann Corcoran) یک سرمایه‌دار، سرمایه‌گذار، نویسنده، مشاور، و شخصیت تلویزیونی آمریکایی است.
باربارا در ۱۰مارس ۱۹۴۲در شهر نیوجرسی متولد شد. او از سال ۲۰۰۹ در برنامه تلویزیون واقع‌نما به نام شارک تنک که از کانال ای بی سی پخش می‌شود، شرکت می‌کند.
او در سال ۱۹۷۱ در رشته تربیت معلم از کالج سینت توماس اکیناس فارغ‌التحصیل شد و مدت یکسال در مدرسه به تدریس پرداخت. بعد از مدتی کوتاه کار خود را رها کرد و به کارهای مختلف در نیویورک مشغول شداز جمله اجاره دادن خانه‌ها در نیویورک. او مایل بود که کار مستقل خودش را داشته باشد. در سال ۱۹۷۷ با کمک دوست پسرش بنگاه املاکی به نام کورکوران باز کرد. در سال ۲۰۰‍۱ آن را به مبلغ ۶۶ میلیون دلار فروخت.